# Veyras (Francja)
Veyras – miejscowość i gmina we Francji, w regionie Owernia-Rodan-Alpy, w departamencie Ardèche.
Według danych na rok 1990 gminę zamieszkiwało 1418 osób, a gęstość zaludnienia wynosiła 183 osób/km² (wśród 2880 gmin regionu Rodan-Alpy Veyras plasuje się na 595. miejscu pod względem liczby ludności, natomiast pod względem powierzchni na miejscu 1299.).